# 報復関税
報復関税（ほうふくかんぜい、英語: retaliatory duties）とは、相手国が自国の輸出品に対して不当に高い関税をかけた場合、その相手国からの輸入品に対して（報復として）高い関税をかけることである。関税定率法（第6条）に定められている。

## 概要
世界貿易機関を設立するマラケシュ協定（世界貿易機関協定）に基づいて直接若しくは間接に日本に与えられた利益を守り、又は世界貿易機関協定の目的を達成するため必要があると認められるときは、次の各号に掲げる国から輸出され、又はその国を通過する貨物で輸入されるものには、当該各号に定める承認の範囲内において、政令で定めるところにより、国及び貨物を指定し、別表（関税定率法）の税率による関税のほか、当該貨物の課税価格と同額以下の関税を課することができる。
1. 世界貿易機関の加盟国であつて、世界貿易機関協定に基づいて直接若しくは間接に日本に与えられた利益を無効にし、若しくは侵害し、又は世界貿易機関協定の目的の達成を妨げていると認められる状況のある国 - 当該国に対する譲許その他の義務の停止についての世界貿易機関協定附属書二紛争解決に係る規則及び手続に関する了解第二条に規定する紛争解決機関による承認
2. 世界貿易機関の加盟国であつて、その国の世界貿易機関協定附属書一Aの補助金及び相殺措置に関する協定（補助金相殺措置協定）第八条8・2に規定する補助金の制度が本邦の産業に重大な損害を生じさせている国 - 当該国に対する対抗措置についての補助金相殺措置協定第二十四条に規定する補助金及び相殺措置に関する委員会による補助金相殺措置協定第九条の規定に基づく承認

日本の船舶若しくは航空機又は日本から輸出され、若しくは日本を通過する貨物について、他国の船舶若しくは航空機又は他国から輸出され、若しくは他国を通過する貨物よりも不利益な取扱いをする国から輸出され、又はその国を通過する貨物で輸入されるものには、政令で定めるところにより、国及び貨物を指定し、別表の税率による関税のほか、その貨物の課税価格と同額以下の関税を課することができる。ただし、紛争解決機関の手続に委ねられるべき場合は、この限りでない。

## 発動手続
日本においては、報復関税の発動においては不当廉売関税や相殺関税のような国内産業からの発動の求めができる規定はない。また発動にあたり、不当廉売関税、相殺関税又は緊急関税のような調査規定もない。そのため報復関税等に関する政令は、報復関税等を課すること等の告示（第１条）と関税・外国為替等審議会への諮問等（第２条）のみから構成されている。

## 発動事例
日本においては、報復関税の発動の事例は、米国バード修正条項に対する報復関税のみである。